# Каролінув (Свентокшиське воєводство)
Каролінув (пол. Karolinów) — село в Польщі, у гміні Красоцин Влощовського повіту Свентокшиського воєводства.
Населення — 330 осіб (2011).
У 1975-1998 роках село належало до Келецького воєводства.

## Демографія
Демографічна структура на день 31 березня 2011 року:
|          | Загалом | Допрацездатний вік | Працездатний вік | Постпрацездатний вік |
| -------- | ------- | ------------------ | ---------------- | -------------------- |
| Чоловіки | 165     | 43                 | 106              | 16                   |
| Жінки    | 165     | 54                 | 86               | 25                   |
| Разом    | 330     | 97                 | 192              | 41                   |